# Аньцин
Аньци́н (кит. упр. 安庆, пиньинь Ānqìng) — городской округ в провинции Аньхой КНР.

## География
Аньцин расположен в юго-западной части провинции Аньхой, к северу от реки Янцзы. Общая площадь — 16,300 кв. км, включая 550 км² городской застройки.

### Климат
В городе Субтропи́ческий муссо́нный кли́мат, с прохладной, влажной зимой и очень жарким, влажным летом.
| Показатель                                    | Янв. | Фев. | Март  | Апр.  | Май   | Июнь  | Июль  | Авг.  | Сен. | Окт. | Нояб. | Дек. | Год    |
| --------------------------------------------- | ---- | ---- | ----- | ----- | ----- | ----- | ----- | ----- | ---- | ---- | ----- | ---- | ------ |
| Средний суточный максимум, °C                 | 7,4  | 9,3  | 13,7  | 20,7  | 25,8  | 29,0  | 32,5  | 32,2  | 27,5 | 22,3 | 16,2  | 10,4 | 20,6   |
| Средний суточный минимум, °C                  | 1,3  | 3,0  | 7,0   | 13,1  | 18,4  | 22,3  | 25,7  | 25,3  | 20,7 | 15,1 | 8,7   | 3,3  | 13,7   |
| Норма осадков, мм                             | 48,2 | 71,4 | 133,4 | 164,3 | 191,5 | 280,3 | 195,9 | 129,9 | 88,3 | 81,8 | 57,1  | 32,8 | 1474,9 |
| Источник: China Meteorological Administration |      |      |       |       |       |       |       |       |      |      |       |      |        |

## История
Во времена империи Сун был создан военный округ Дэцин (德庆军). В 1147 году он был переименован в военный округ Аньцин (安庆军) — с той поры и идёт это название. В 1195 году была создана Аньцинская управа (安庆府). В 1260 году, чтобы не дать монголам возможности по воде достигнуть сунской столицы Линьаня (современный Ханчжоу), Аньцинская управа была перенесена на новое место.
Во времена империи Цин в 1760 году в эти места была перенесена резиденция губернатора провинции Аньхой. После Синьхайской революции власти провинции продолжали оставаться в этих местах. В 1927 году урбанизированная часть уезда Хуайнин была выделена в отдельный город Аньцин. Он продолжал оставаться административном центром провинции вплоть до 1937 года, когда в условиях быстрого наступления японских войск власти были вынуждены эвакуироваться на запад, в уезд Лихуан.  После войны власти провинции вернулись в Аньцин, а с 1946 года переехали в Хэфэй.
После образования КНР в 1949 году был создан Специальный район Аньцин (安庆专区), в состав которого вошли город Аньцин и 8 уездов. В 1952 году город Аньцин был выведен из состава Специального района, став городом провинциального подчинения. В 1958 году город провинциального подчинения Тунгуаньшань был переименован в Тунлин и подчинён властям Специального района Аньцин. В 1959 году уезды Хуайнин и Ванцзян были объединены в уезд Хуайван (怀望县). В 1961 году Тунлин был вновь сделан городом провинциального подчинения. В 1962 году уезд Хуайван был вновь разделён на уезды Хуайнин и Ванцзян. В 1965 году город Аньцин был подчинён властям Специального района Аньцин, а несколько уездов были переданы в состав Специального района Чичжоу (池州专区), и теперь в составе Специального района Аньцин оказались 1 город и 8 уездов. В 1970 году Специальный район Аньцин был переименован в Округ Аньцин (安庆地区).
В 1979 году город Аньцин вновь стал городом провинциального подчинения.
В 1988 году округ Аньцин был расформирован, а входившие в его состав административные единицы перешли под юрисдикцию властей города Аньцин.
В 1996 году уезд Тунчэн был преобразован в городской уезд.
В 2005 году Пригородный район был переименован в район Исю.
В 2015 году уезд Цзунъян был переведён из состава городского округа Аньцин в состав городского округа Тунлин.
В 2018 году уезд Цяньшань был преобразован в городской уезд.

## Административно-территориальное деление
Городской округ Аньцин делится на 3 района, 2 городских уезда, 5 уездов:
| Карта                                                               | Карта    | Карта     | Карта          | Карта            | Карта         |
| ------------------------------------------------------------------- | -------- | --------- | -------------- | ---------------- | ------------- |
| Инцзян Дагуань Исю Хуайнин Цяньшань Тайху Сусун Ванцзян Юэси Тунчэн |          |           |                |                  |               |
| Статус                                                              | Название | Иероглифы | Пиньинь        | Население (2010) | Площадь (км²) |
| Район                                                               | Инцзян   | 迎江区    | Yíngjiāng qū   |                  |               |
| Район                                                               | Дагуань  | 大观区    | Dàguān qū      |                  |               |
| Район                                                               | Исю      | 宜秀区    | Yíxiù qū       |                  |               |
| Городской уезд                                                      | Тунчэн   | 桐城市    | Tóngchéng shì  |                  |               |
| Городской уезд                                                      | Цяньшань | 潜山市    | Qiánshān shì   |                  |               |
| Уезд                                                                | Хуайнин  | 怀宁县    | Huáiníng xiàn  |                  |               |
| Уезд                                                                | Тайху    | 太湖县    | Tàihú xiàn     |                  |               |
| Уезд                                                                | Сусун    | 宿松县    | Sùsōng xiàn    |                  |               |
| Уезд                                                                | Ванцзян  | 望江县    | Wàngjiāng xiàn |                  |               |
| Уезд                                                                | Юэси     | 岳西县    | Yuèxī xiàn     |                  |               |

В восточной части уезда Хуайнин имеется анклав, административно подчинённый городскому округу Тунлин.

## Экономика
В Аньцине развита нефтехимическая, текстильная, автомобильная, чайная и пищевая промышленность. В городе расположен нефтехимический комбинат Sinopec Anqing Company.

### Туризм
Известен заповедником Тяньчжушань, расположенным в уезде Цяньшань
На берегу Янцзы находится пагода Чжэньфэн, построенная в 1570 году, в эпоху империи Мин.

## Транспорт

### Железнодорожный
В декабре 2021 года введена в эксплуатацию высокоскоростная железнодорожная линия Аньцин — Цзюцзян (часть магистралей Хэфэй — Наньчан и Пекин — Гонконг).
Также через город проходит железная дорога Цзюцзян — Хэфэй.

### Авиационный
- Аэропорт Аньцина

### Автомобильный
- Годао 206
- Годао 318

## Города-побратимы
- Калабасас, Калифорния, США
- Ибараки, Осака, Япония
- Кютахья, Турция
- Чебоксары, Чувашская республика, Россия